# Турнір Ріо-Сан-Паулу
Турнір Ріо-Сан-Паулу (порт. Torneio Rio-São Paulo) — бразильський футбольний турнір, в якому брали участь провідні команди з штатів Сан-Паулу та Ріо-де-Жанейро, де рівень футболу традиційно найвищий в країні.

## Історія
Перший розіграш відбувся в 1933 році, а в період з 1950 по 1966 рік турнір носив регулярний характер. У Бразилії традиційно головними турнірами в футболі були чемпіонати штатів, чемпіонат країни з'явився лише в 1971. Тому турнір Ріо-Сан-Паулу був дуже цінний тим, що найкращі команди з двох провідних ліг — Каріоки та Паулісти — все-таки могли з'ясувати стосунки в очному протистоянні.
1943 року пройшов турнір, що називався Torneio Quinela de Ouro зі складом учасників, традиційним для Турніру Ріо-Сан-Паулу. Його переможцем став «Корінтіанс», друге місце посів «Фламенго». Однак результати того турніру, не повинні розглядатися переможців Турніру Ріо-Сан-Паулу.
В 1960-ті роки став очевидний ріст рівня футболу в інших штатах (Ріу-Гранді-ду-Сул, Мінас Жерайс, Баїя і т. д.) і 1967 року було вирішено розширити Турнір Ріо-Сан-Паулу за рахунок клубів з інших штатів. Так з'явився Кубок Робертан (Роберто Гомеса Педрозі), що став прототипом чемпіонату Бразилії.
В 1993-2002 роках (регулярно з 1997) турнір був відроджений. С 2000 по 2002 чемпіон турніру Ріо-Сан-Паулу отримував путівку в Кубок чемпіонів Бразилії.
Після цього розіграші не проводяться.

## Список чемпіонів
- 1933 Палестра Італія (нині Палмейрас)
- 1940 титул не присуджений
- 1950 Корінтіанс
- 1951 Палмейрас
- 1952 Португеза СП
- 1953 Корінтіанс
- 1954 Корінтіанс
- 1955 Португеза
- 1957 Флуміненсе
- 1958 Васко да Гама
- 1959 Сантус
- 1960 Флуміненсе
- 1961 Фламенго
- 1962 Ботафого
- 1963 Сантус
- 1964 Сантус та Ботафого (спільно)
- 1965 Палмейрас
- 1966 Ботафого, Корінтіанс, Сантус, Васко да Гама (спільно)
- 1993 Палмейрас
- 1997 Сантус
- 1998 Ботафого
- 1999 Васко да Гама
- 2000 Палмейрас
- 2001 Сан-Паулу
- 2002 Корінтіанс

## Титулів по клубам

### 5 титулів
- Корінтіанс (1 спільно)
- Палмейрас
- Сантус (2 спільно)

### 4 титулів
- Ботафого (2 спільно)

### 3 титулів
- Васко да Гама (1 спільно)

### 2 титулу
- Флуміненсе
- Португеза Деспортос

### 1 титул
- Фламенго
- Сан-Паулу

## Титулів по штатам
- Сан-Паулу — 18 титулів
- Ріо-де-Жанейро — 10 титулів

## Бомбардири
- 1933 — Валдемар де Бріто (Сан-Паулу) — 33
- 1950 — Балтазар (Корінтіанс) — 9
- 1951 — Адемір (Васко да Гама), Акілес (Палмейрас), Лімінья (Палмейрас) — по 9
- 1952 — Пінга (Португеза) — 11
- 1953 — Васконселлос (Сантос) — 8
- 1954 — Діно да Коста (Ботафого), Сімуес (Америка) — по 8
- 1955 — Едмур (Португеза) — 11
- 1957 — Валдо Машадо (Флуміненсе) — 13
- 1958 — Жіно Орландо (Сан-Паулу) — 12
- 1959 — Енріке Фраде (Фламенго) — 9
- 1960 — Кварентінья (Ботафого), Валдо Машадо (Флуміненсе) — по 11
- 1961 — Коутіньйо (Сантос), Пепе (Сантос) — по 9
- 1962 — Амарілдо (Ботафого) — 8
- 1963 — Пеле (Сантос) — 14
- 1964 — Коутіньйо (Сантос) — 11
- 1965 — Флавіо Мінуано (Корінтіанс), Адемар Пантера (Палмейрас) — по 14
- 1966 — Парада (Ботафого) — 8
- 1993 — Ренато Гаушу (Фламенго) — 6
- 1997 — Ромаріо (Фламенго) — 7
- 1998 — Додо (Сан-Паулу) — 5
- 1999 — Бебето (Ботафого), Гільєрмі (Васко да Гама), Алессандро (Сантос) — по 5
- 2000 — Ромаріо (Васко да Гама) — 12
- 2001 — Франса (Сан-Паулу) — 6
- 2002 — Франса (Сан-Паулу) — 19